# Famicom
 (janvier 2023).
Pour son équivalent outre-Japon, voir Nintendo Entertainment System.
La Famicom (ファミコン, Famikon), abréviation de Family Computer (ファミリーコンピュータ, Famirī Konpyūta), est une console de jeux vidéo créée par Nintendo en 1983.
En Europe, au Canada et aux États-Unis, la console est complètement réétudiée. Elle adopte un nouveau design et des caractéristiques légèrement différentes. Elle est rebaptisée Nintendo Entertainment System ou NES.
En Inde, la Famicom prend le nom de Tata Famicom et en Corée du Sud celui de Hyundai Comboy.

## Historique
À sa sortie au Japon, la Family Computer se vend à 500 000 exemplaires en deux mois. Son succès vient de sa supériorité technique par rapport à la concurrence et de son prix de 14 800 yens, deux fois moins chère que la moyenne des autres consoles présentes sur le marché japonais en 1983. Cependant, pour concurrencer Nintendo, Sega sort (après la Sega SG-1000 en 1983) la Sega Mark III en 1985 (Master System aux États-Unis en 1986 et 1987 en Europe).
Nintendo élargit sa clientèle en exportant la console en 1985 aux États‑Unis, rebaptisée Nintendo Entertainment System. Nintendo, et son patron Hiroshi Yamauchi, sont persuadés qu'un bon catalogue de jeux est le principal argument de vente[réf. souhaitée].
Cette console est un succès commercial, Nintendo estimant en avoir vendu 62 millions. À la fin des années 1980, au Japon et aux États-Unis, un foyer sur trois était équipé de Famicom. À l'époque, Nintendo fut l'entreprise japonaise la plus rentable, devant Toyota. Plus de 1 200 jeux furent développés pour cette console.
Il existe plusieurs versions de la console : la Family Computer au Japon, la Nintendo Entertainment System en Europe, au Canada, aux États‑Unis et en Australie, la Famicom AV qui est une version relookée et la Twin Famicom qui regroupe la console et le Famicom Disk System en une seule machine.

## Spécifications techniques

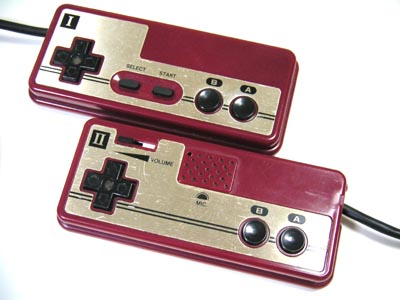
Les manettes de la Famicom sont simplistes d'apparence, mais elles étaient innovantes pour l'époque, notamment grâce au microphone intégré sur la manette 2.

- Processeur principal : 8 bits Ricoh 2A03 basé sur le noyau d'un processeur MOS Technologies 6502, cadencé à 1,789 772 5 MHz (NTSC) ou 1,773 447 MHz (PAL)
- Mémoire vive : 2 ko
- Vidéo : 8-bits PPU (Picture Processor Unit) de Ricoh
- Mémoire vidéo : 2 ko
- Définition : 256×240
- Palette de couleurs : 52 couleurs (palette non standard RVB)
- Sprites supportés par le matériel :
  - Nombre maximal de sprites à l'écran : 64
  - Nombre maximal de sprites par scanline : 8
  - Taille des sprites : 8×8 ou 8×16 pixels (taille globale pour tous les sprites à la fois)
  - Nombre de couleurs différentes affichables par sprite : 3
- Audio : son PSG spécifique intégré au CPU (2a03)
- Un total de 5 voies programmables réparties comme suit:
  - 2 voies de forme d'onde "square"
  - 1 voie de forme d'onde "triangle"
  - 1 voie de type bruit blanc (noise)
  - 1 voie DPCM
- Contrôleurs : 4 touches directionnelles A, B, select, start
- Ports : 2 ports manettes (sauf le premier modèle, manettes soudées), port d'extension (lunettes 3D, clavier…)
- Support utilisé pour les jeux : Cartouche| (Disquettes avec le Famicom Disk System)

Le processeur (6502) est américain, utilisé par Apple Computer pour les Apple 2. La définition : 256 × 240 pixels est énorme pour l'époque. La différence entre les versions Famicom et NES se situe surtout au niveau du design, pas au niveau de l'architecture, quasiment identique.

## Les cartouches
La Famicom bénéficia de 6 modèles de cartouches, qui se différencient au niveau de la capacité de stockage, mais pas seulement. La puce évolue aussi selon les évolutions des techniques de développement. La première génération est la cartouche MMC1, utilisée notamment pour The Legend of Zelda. Elle utilise la technique dite du bankswitching, qui permet de jongler entre plusieurs mémoires, comme toutes ses remplaçantes. Elle contient une mémoire RAM pour les sauvegardes et une mémoire totale de 8 × 16 kbit. La deuxième génération est la MMC2 avec une mémoire de 32 × 16 kbit, et permet des sprites plus grands. La MMC3, permet l'affichage de deux écrans séparés, comme dans Super Mario Bros. 3. La MMC4 est plus anodine. En revanche, la MMC5 porte la mémoire à 1 Mbit, améliore le système de sauvegarde et offre de meilleurs graphismes. Konami a aussi développé sa puce, la LSI, qui améliore le son.

## Accessoires

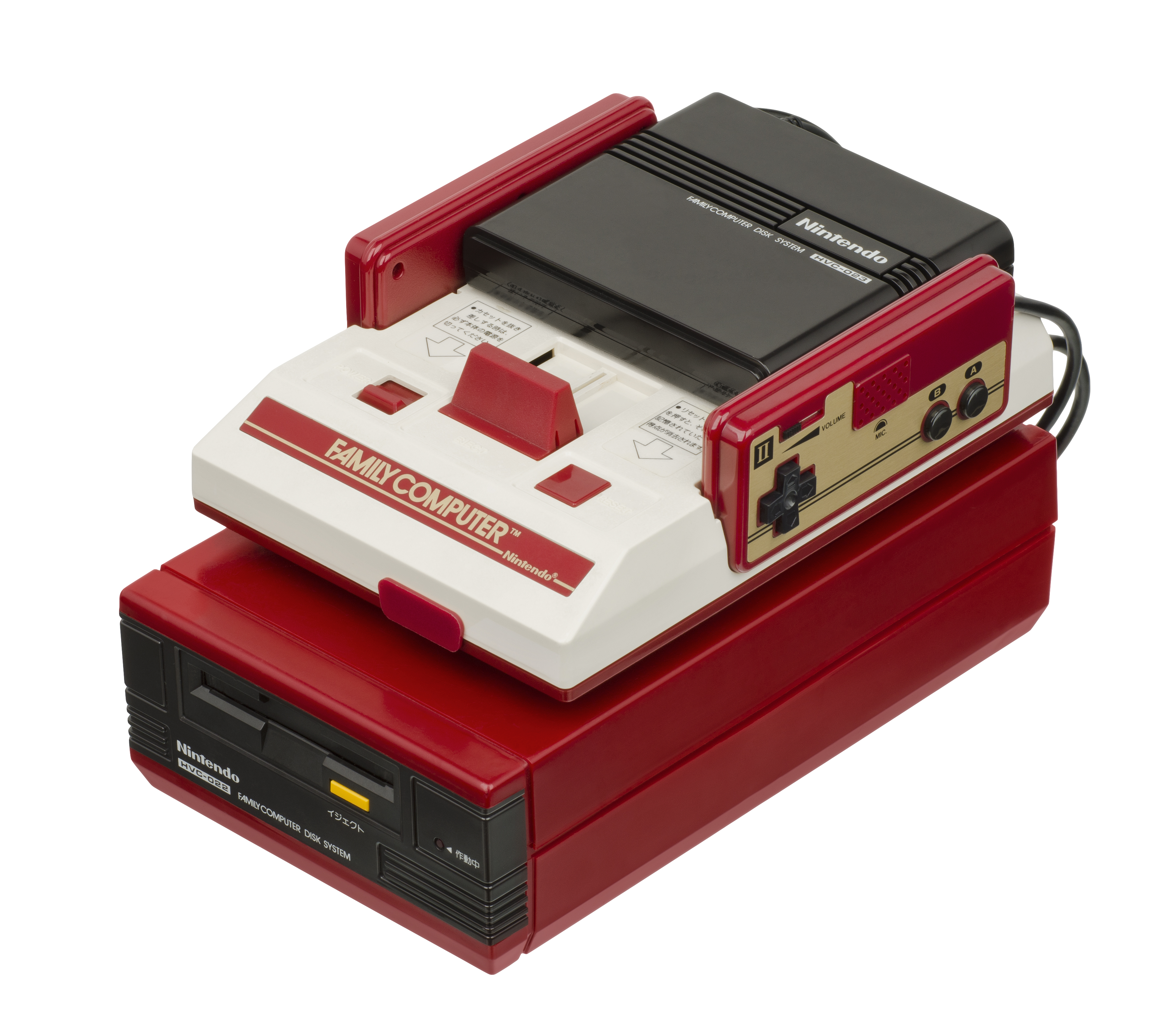
La console avec le Famicom Disk System.

En premier lieu, une invention révolutionnaire pour l'époque, le Famicom Disk System. Celui-ci se branche sur le port cartouche, afin d'utiliser des disquettes 3 pouces, effaçables et ré-inscriptibles. Il connut un fort succès au Japon. De plus Nintendo mettait à disposition des joueurs les bornes Disk Writer, pour enregistrer des jeux sur les disquettes à bas prix.
Plus étonnant, le Robotic Operation Buddy (communément appelé R.O.B.) développé par Gunpei Yokoi et son équipe, un robot qui se dirigeait par rapport à la lumière émise par la télé. Plus classique, le Zapper, un pistolet optique. Celui-ci réagit à des couleurs envoyées par la télé.
La console pouvait être pourvue de quatre manettes grâce au pad Satellite, mais aussi d'un clavier nommé Miracle, d'une manette sans fil Double Play Acclaim, sans oublier le Power Glove.
D'autres accessoires développés par Nintendo ont vu le jour exclusivement au Japon, permettant d'étendre les fonctionnalités de la console, comme le Family BASIC, fourni avec un clavier et une cartouche permettant les sauvegardes ou encore le Famicom Modem, permettant de se connecter à un réseau propriétaire proposant des services d'information basiques (bourse, météo, paris équestres, etc.).
Les accessoires les plus anecdotiques : Family Fun Fitness (tapis de jeu électronique), U‑Force (détection infra‑rouge des mouvements de la main), et surtout le Teleplay System, pour les jeux en réseaux (à deux) via la ligne téléphonique.

## Autres médias
La Famicom fait une courte apparition au début du film japonais Super Mario Bros. : Peach-Hime Kyushutsu Dai Sakusen! où Mario y joue plusieurs heures à un jeu, on distingue la manette et la console sous la TV.